# Nichirei International Open 1993
Il Nichirei International Championships 1993 è stato un torneo di tennis giocato sul cemento. È stata la 16ª edizione del torneo, che fa parte della categoria Tier II nell'ambito del WTA Tour 1993. Si è giocato a Ariake Coliseum di Tokyo in Giappone dal 20 al 26 settembre 1993.

## Campionesse

### Singolare
Amanda Coetzer ha battuto in finale  Kimiko Date con il punteggio di 6–3, 6–2

### Doppio
Lisa Raymond /  Chanda Rubin hanno battuto in finale  Amanda Coetzer /  Linda Wild con il punteggio di 6–4, 6–1